# Guillaume de Stolberg-Wernigerode (diplomate)
Ne doit pas être confondu avec Guillaume de Stolberg-Wernigerode (général).
Guillaume prince de Stolberg-Wernigerode, nom complet Frédéric-Guillaume-Henri prince de Stolberg-Wernigerode, (né le 23 juillet 1870 à Hanovre et mort le 23 janvier 1931 à Posen) est un diplomate allemand.

## Biographie
Guillaume de Stolberg-Wernigerode est le troisième fils du comte Othon de Stolberg-Wernigerode (1837-1896) et de la princesse Anne Reuss de Köstritz (de) (1837-1907). Dès sa naissance, il porte le titre de comte avec le titre d'altesse et à partir de 1890, lorsque son père est élevé au rang de prince par l'empereur Guillaume II, il détient le titre de prince avec le titre d'altesse sérénissime. Le 10 janvier 1910, il épouse la princesse Elisabeth (dite Edda) d'Erbach-Schönberg (de) (1883-1966), fille du prince Gustave-Ernest d'Erbach-Schönberg (de) (1840-1908) et de la princesse Marie de Battenberg (1852-1923) au château de Schönberg (de). De ce mariage naissent le fils Louis-Christian (1910-1945) et la fille Anne (1912-1914). Louis-Christian épouse la comtesse impériale Anne Schlitz von Görtz en 1937 et a quatre enfants.
Guillaume de Stolberg-Wernigerode reçoit son doctorat et entre dans le service diplomatique. Il est d'abord troisième secrétaire de l'ambassade de l'Empire allemand à Saint-Pétersbourg, puis chargé d'affaires au Luxembourg puis deuxième secrétaire de l'ambassade de l'Empire allemand à Londres. À partir de 1908, il est conseiller et premier secrétaire de l'ambassade de l'Empire allemand à Rome (de), à partir de 1911, il occupe ce poste à l'ambassade de l'Empire allemand à Vienne (de). Enfin, en 1919 et 1920, il est ambassadeur du Reich allemand en Autriche (de).
Guillaume de Stolberg-Wernigerode est protestant. Il meurt à Posen en 1931 à l'âge de soixante ans. Sa tombe se trouve au cimetière du château de Nöschenrode.